# Villa di Senzano

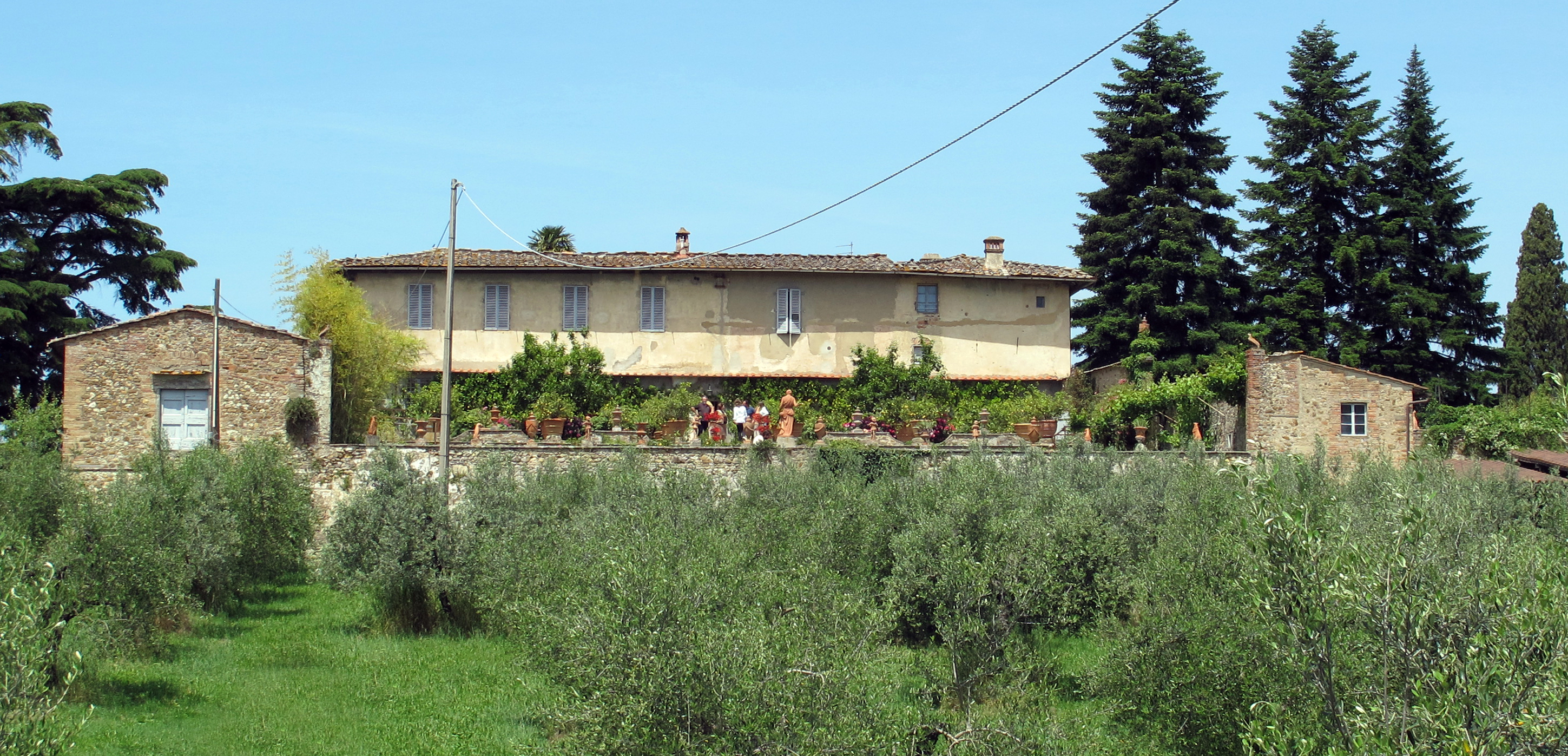
Villa Senzano

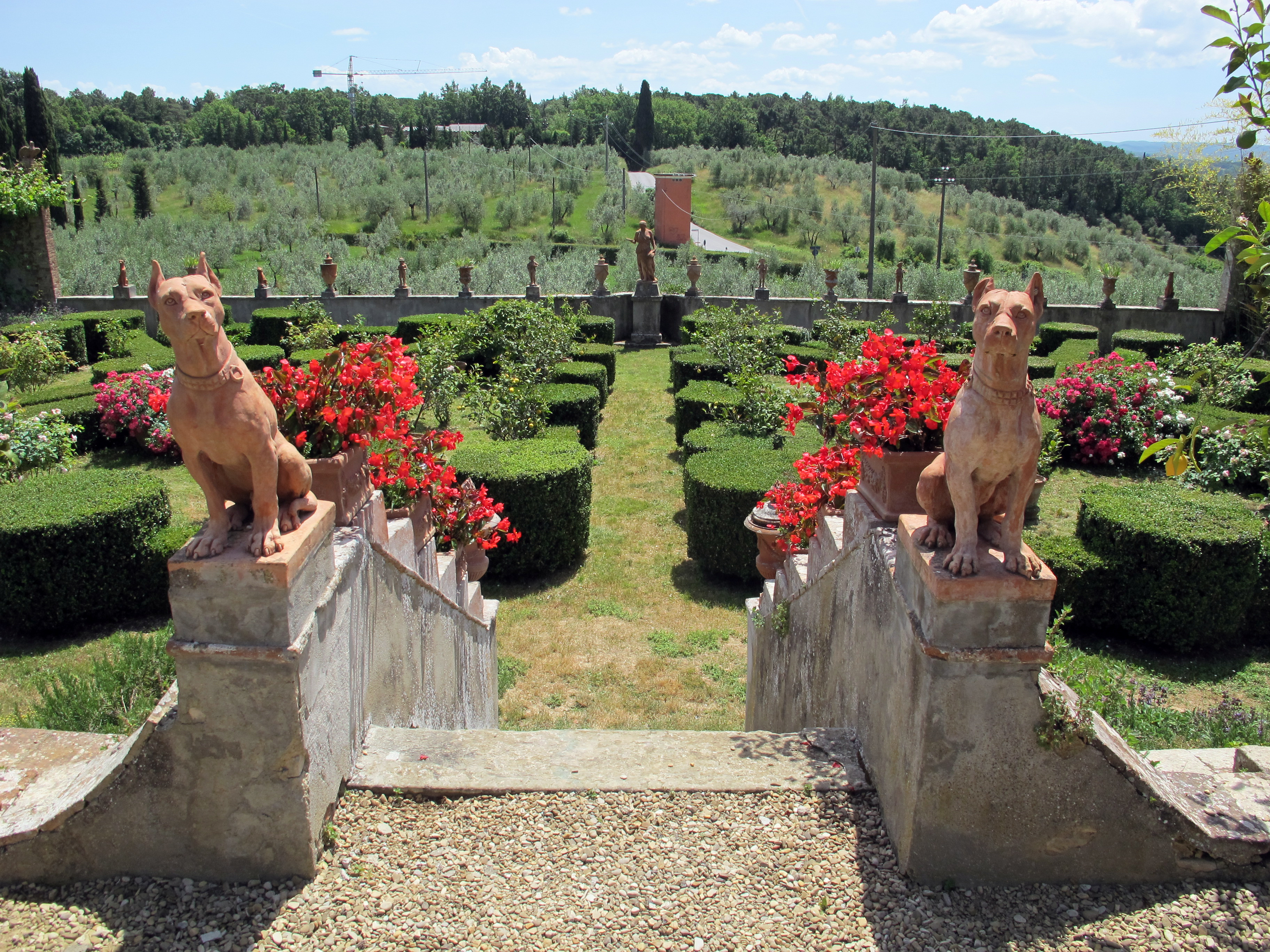
I giardini

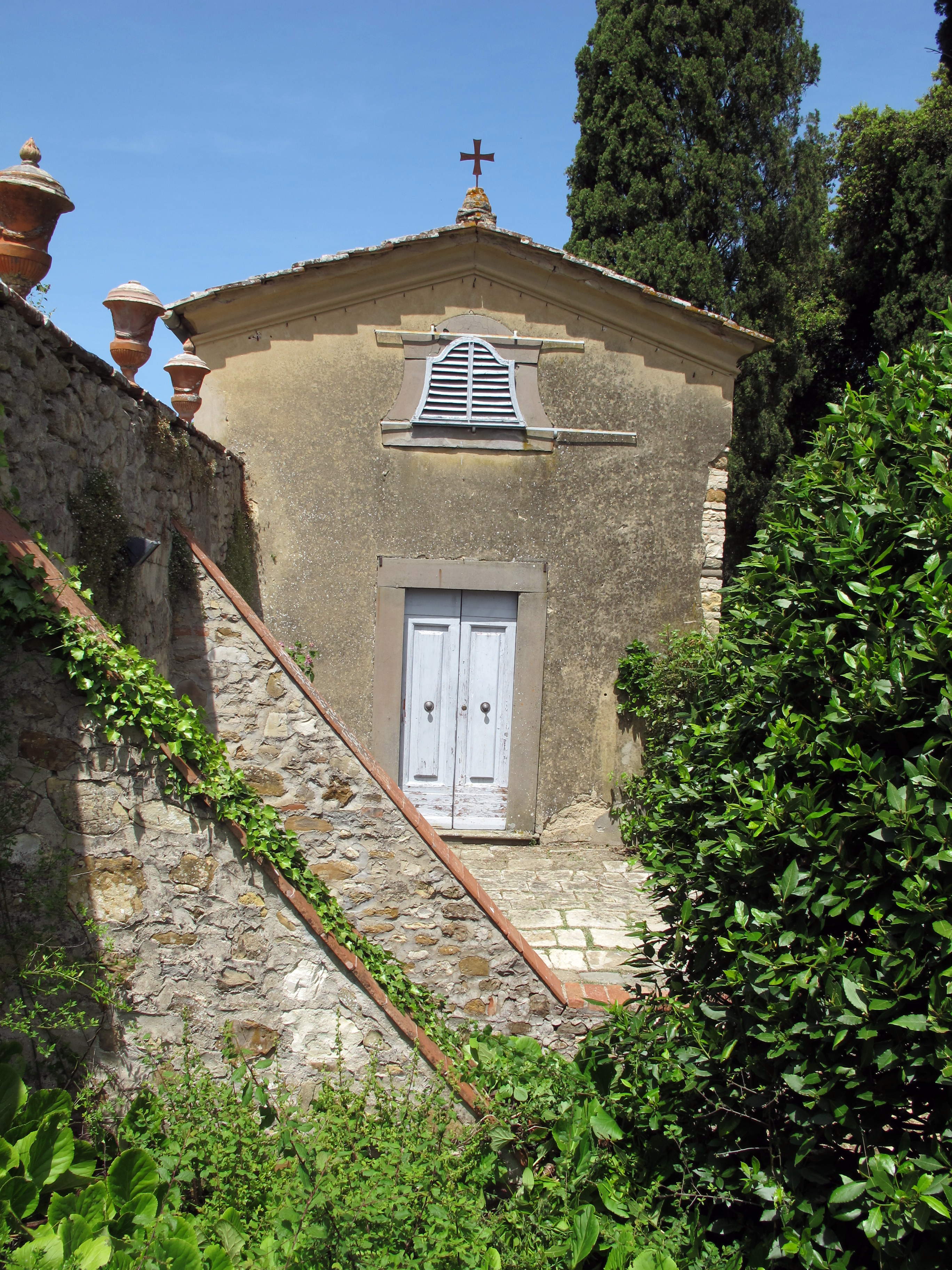
La cappella

La villa di Senzano è una dimora signorile situata a Mercatale in Val di Pesa, in via Grevigiana 63, località I Paolini, nel comune di San Casciano in Val di Pesa, in provincia di Firenze.

## Storia
Nel XV secolo la villa era di proprietà di Piero di Francesco Vettori (1499-1585), filologo e letterato dell'antica famiglia fiorentina, per poi diventare, nel secolo successivo, proprietà di Averardo e Piero, figli di Messer Alamanno Salviati, zio di Cosimo I de' Medici, Granduca di Toscana. Dai Salviati passò alla famiglia Paolini o Pagolini, dalla quale prese il nome la località in cui sorge la villa: i Paolini.
In seguito passò alla famiglia dei conti Pierucci Bondicchi, i cui discendenti la abitano tuttora.
Nel 1785, durante uno dei suoi spostamenti, papa Pio VI fu ospite della villa e concesse l'Indulgenza Plenaria in perpetuo per i visitatori dell'oratorio nella seconda domenica dopo Pasqua. Presso la villa sono conservate le copie manoscritte eseguite ed autenticate dal parroco della chiesa di Castelbonsi, mentre gli originali dovrebbero trovarsi presso l'archivio di famiglia dei conti Pierucci Bondicchi a Colle a Buggiano, Pistoia. Una particolarità di questa villa è che sembra non essere mai stata venduta in più di seicento anni di storia.

## Descrizione
La villa presenta una struttura a pianta rettangolare con giardino murato all'interno. Vi si accede attraverso un bel portone con arco a tutto sesto, situato sul lato che dà sulla strada provinciale. 
Il primitivo nucleo quattro-cinquecentesco costituito dal corpo centrale padronale, presumibilmente in origine casino di caccia, fu ampliato successivamente con l'ala di nord-ovest che in epoca settecentesca fu oggetto di interventi che le dettero l'aspetto attuale. Agli inizi dell'Ottocento fu costruita l'ala opposta di sud-est.
Il giardino all'italiana è decorato con statue in terracotta.
Un viale costeggiato di cipressi immette nella proprietà dal fronte posteriore, dove è ubicato il piccolo oratorio dedicato a San Francesco di Paola fatto costruire nel 1725, come attestato nella epigrafe sul basamento dell'altare.
Nella proprietà vi è un esemplare secolare di cedro del Libano alto 25 metri e con diametro che supera i 6 metri.
A breve distanza dalla villa sorgono la villa Caserotta e la casa colonica Macia Lunga. Quest'ultima, possesso della villa Senzano, merita una menzione perché fu di proprietà del pittore Lorenzo di Credi. Lorenzo di Credi la ricevette in eredità dalla madre Lisa e per brevi intervalli di tempo la abitò. Alla sua morte, nel 1536, la lasciò in eredità all'ospedale di Santa Maria Nuova di Firenze.